# Новохалілово
Новохалі́лово (рос. Новохалилово, башк. Яңы Хәлил) — присілок у складі Дуванського району Башкортостану, Росія. Входить до складу Месягутовської сільської ради.
Населення — 156 осіб (2010; 149 у 2002).
Національний склад:
- башкири — 91 %